# Grevenberg (Nederland)
Grevenberg is een buurtschap in de gemeente  Coevorden in de Nederlandse provincie Drenthe.  Ten noorden van Grevenberg ligt Oosterhesselen, en ten zuiden ligt Wachtum. Grevenberg werd voor het eerst genoemd als plaats in 1843. Grevenberg telt ongeveer 25 woningen.

## Postcodegebied
Grevenberg heeft niet zijn eigen postcodegebied, maar behoort tot het postcodegebied van Wachtum.

## Naam
De naam Grevenberg betekent grafheuvel, wat een referentie is naar Hunenkerkhof, een prehistorische heuvel die als grafgebied werd gebruikt.